# غراهام هيرلي
غراهام هيرلي (بالإنجليزية: Graham Hurley)‏ هو كاتب سيناريو وكاتب ومخرج بريطاني، ولد في 1 نوفمبر 1946 في Clacton-on-Sea ‏ في المملكة المتحدة.

## وصلات خارجية
- غراهام هيرلي على موقع IMDb (الإنجليزية)
- غراهام هيرلي على موقع قاعدة بيانات الفيلم (الإنجليزية)